# Synthetonychia fiordensis
Synthetonychia fiordensis är en spindeldjursart som beskrevs av Forster 1954. Synthetonychia fiordensis ingår i släktet Synthetonychia och familjen Synthetonychidae. Inga underarter finns listade i Catalogue of Life.